# Французька Кохінхіна
Французька Кохінхіна (іноді пишеться Cochin-China; фр. Cochinchine française; в'єт. Xứ thuộc địa Nam Kỳ, Hán tự :處屬地南圻) була колонією Французького Індокитаю, що охоплювала весь регіон Нижня Кохінхіна або Південний В'єтнам з 1862 по 1946 рік. Французи керували плантаційною економікою, основним стратегічним продуктом якої був каучук.
Після закінчення японської окупації (1941–1945 рр.) і вигнання з Сайгону очолюваних комуністами націоналістів В’єтмінь у 1946 році територія була заснована французами як Автономна Республіка Кохінхіна, суперечливе рішення, яке допомогло спровокувати Першу війну в Індокитаї. У подальшому спробі заперечити претензії Демократичної Республіки В'єтнам, проголошені в Ханої В'єтмінем у 1949 році, Кохінхіна була формально об'єднана з Аннамом і Тонкіном у державі В'єтнам у Французькому Союзі.
Nam Kỳ походить від часів правління Minh Mạng з династії Нгуєн, але це ім’я стало пов’язаним із французьким колоніальним періодом, тому в’єтнамці, особливо націоналісти, віддають перевагу терміну Nam Phần для позначення Південного В’єтнаму.

## Історія

### Французьке завоювання

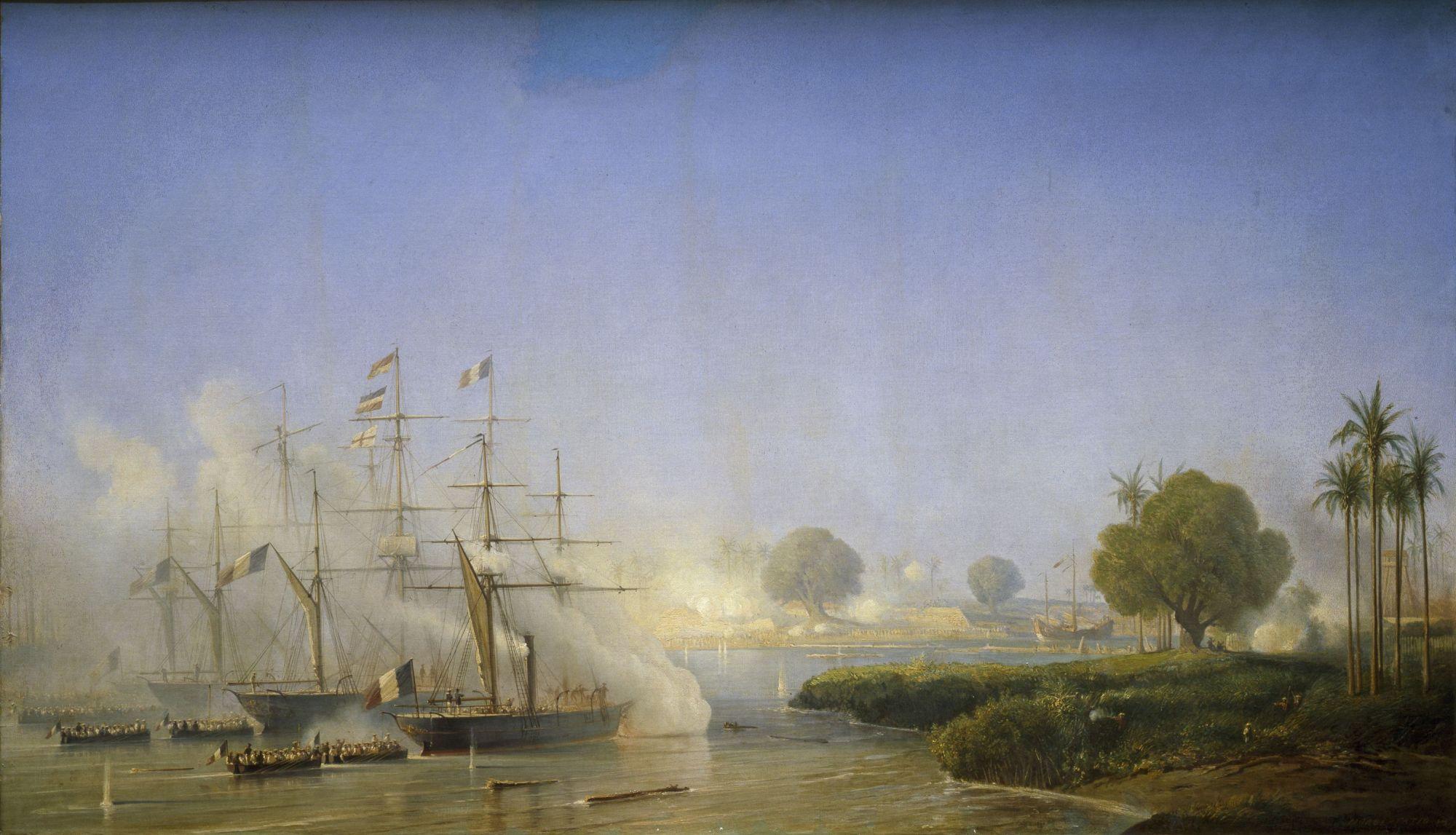
Захоплення Францією Сайгону

У 1858 році під приводом захисту роботи французьких католицьких місіонерів, які імперська в'єтнамська династія Нгуєн все більше вважала політичною загрозою, французький адмірал Шарль Ріго де Женуї за підтримки іспанських військ з Філіппін напав на Туран (сьогодні Da Nang) в Аннамі. На початку 1859 року він продовжив атаку на Сайгон, але, як і в Турані, не зміг захопити територію за межами оборонного периметра міста. В'єтнамська облога Сайгону не була знята до 1861 року, коли додаткові французькі сили змогли просунутися через дельту Меконгу.
В'єтнамці поступилися в 1862 році і підписали Сайгонський договір. Це забезпечувало вільне сповідування католицької релігії; відкрив дельту Меконгу (і три порти на півночі, в Тонкіні) для торгівлі; і поступився Франції провінціями Б'єн Хоа, Гіа Донь і Донь Тонг разом з островами Пуло Кондоре. У 1867 році французький адмірал П'єр де ла Грандьєр змусив в'єтнамців здати ще три провінції: Чау Док, Ха Тьєн і Вінь Лонг. З цими трьома доповненнями весь південний В'єтнам і дельта Меконгу потрапили під контроль Франції.

### Консолідація влади

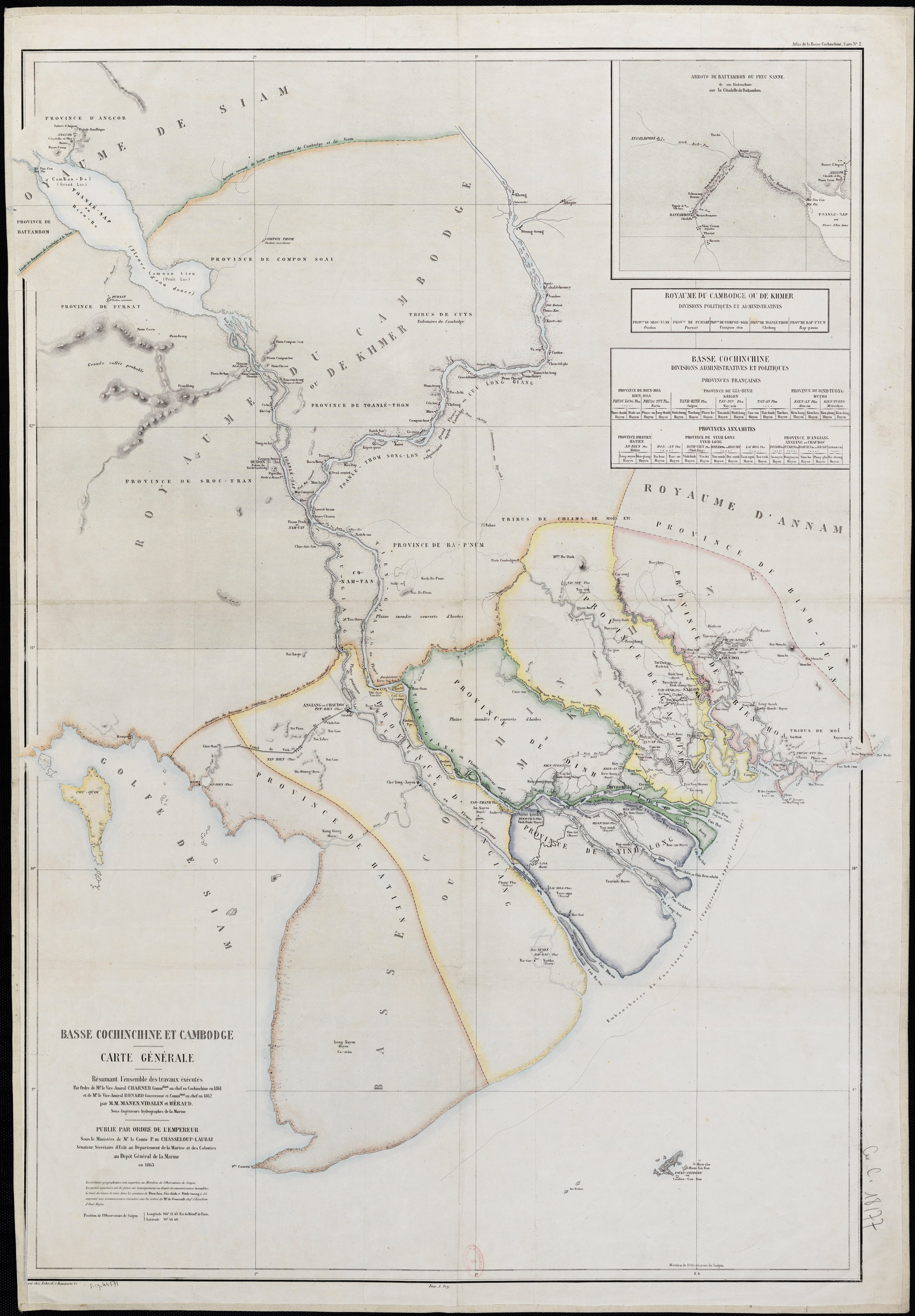
Шість провінцій Нижньої Кохінхіни в 1863 році

У 1871 році всі території південного В'єтнаму, які були передані французам, були зареєстровані як колонія Кохінхіна, першим губернатором якої став адмірал Дюпре.
У 1887 році колонія стала конфедеративним членом Союзу Французького Індокитаю. На відміну від протекторатів Аннам (центральний В'єтнам) і Тонкін (північний В'єтнам), Кохінхіна управлялася безпосередньо французами, як де-юре, так і де-факто, і була представлена депутатом у Національних зборах у Парижі.

### Народний фронт обіцяє реформи
У 1936 році формування у Франції уряду Народного фронту на чолі з Леоном Блюмом супроводжувалося обіцянками колоніальних реформ. У Кохінхіні новий генерал-губернатор Індокитаю Жюль Бреві намагався розрядити напружену та очікувану політичну ситуацію шляхом амністії політичних в'язнів і послаблення обмежень для преси, політичних партій і профспілок.

### Війна і повстання 1940 року
У квітні 1939 року на виборах у Раду Кохінхіни Tạ Thu Thâu привели «Робітничо-селянський ряд» до перемоги як над поміркованими конституціоналістами, так і над Демократичним фронтом комуністів. Ключем до їхнього успіху був народний спротив військовим податкам («збір на національну оборону»), який Комуністична партія, в дусі франко-радянської згоди, вважала своїм обов’язком підтримувати. Бреві відклав результати виборів убік і написав міністру колоній Жоржу Манделу : «троцькісти під керівництвом Та Тху Тхау хочуть скористатися можливою війною, щоб отримати повне звільнення». З іншого боку, сталіністи «дотримуються позиції Комуністичної партії у Франції» і «будуть лояльними, якщо почнеться війна».

### Японська окупація
Після короткої транскордонної конфронтації з французькими військами у вересні 1940 року японські війська окупували Тонкін. 9 грудня 1940 року було досягнуто угоди з урядом Віші, згідно з якою суверенітет Франції над її армією та адміністративними справами був підтверджений, а японські війська могли вільно вести війну проти союзників з території Індокитаю. Широкомасштабне переміщення військ відбулося лише після вторгнення нацистів у Радянський Союз наприкінці червня 1941 року. Коли Радянський Союз був зв’язаний, верховне командування дійшло висновку, що «удар на південь» вирішить проблеми, поставлені перед Японією через нафтове ембарго під проводом Америки. Щоб підготуватися до вторгнення в багату нафтою Голландську Ост-Індію, близько 140 000 японських військ окупували південний Французький Індокитай 28 липня 1941 року.

### Серпнева революція і повернення Франції
2 вересня 1945 року в Ханої Хо Ші Мін і його новий Фронт незалежності В'єтнаму, В'єтмін, проголосили Демократичну Республіку В'єтнам. Вже 24 серпня В'єтмінь оголосив тимчасовий уряд (Південний адміністративний комітет) у Сайгоні. Коли для оголошеної мети роззброїти японців В’єт-Мінь погодився на висадку та стратегічне позиціонування своїх «демократичних союзників» під час війни, британців, виявилися ворогуючі політичні групи, включаючи синкретичні секти Хоа Хао та Као Дай. 7 і 8 вересня 1945 року в дельтовому місті Кантхо Комітету довелося покладатися на Jeunesse d'Avant-Garde/Thanh Niên Tiền Phong ( Авангардна молодь ), яка брала участь у цивільній обороні та поліцейській діяльності під японським керівництвом. Вони стріляли по натовпу, який вимагав зброї проти французів.

### Включення до складу держави В'єтнам
1 червня 1946 року, коли керівництво В’єтміня перебувало у Франції для переговорів, за ініціативи верховного комісара д'Аржанльє та в порушення угоди Хо-Сентені від 6 березня місцеві територіальні збори проголосили «Автономну республіку». Послідувала війна між Францією та В’єтміном (1946–54). Нгуєн Ван Тхін, перший глава уряду країни, помер, очевидно, самогубством у листопаді того ж року. Його наступником став Lê Văn Hoạch, член секти каодаїстів. У 1947 році Нгуєн Ван Сюян змінив Ле і перейменував «Тимчасовий уряд Автономної Республіки Кохінхіна» на «Тимчасовий уряд Південного В’єтнаму», припускаючи, що його метою було возз’єднання всієї країни.

## Адміністрація

### Уряд
Після французького колоніального вторгнення в'єтнамські мандарини вийшли з Кохінхіни, змусивши французів прийняти політику прямого правління.
Найвищою посадою в уряді французької Кохінхіни був губернатор Кохінхіни (統督南圻, Thống đốc Nam Kỳ ), який після 1887 року підпорядковувався безпосередньо генерал-губернатору Французького Індокитаю. Оскільки французька Кохінхіна була колонією під прямим управлінням, французький колоніальний апарат діяв на всіх рівнях управління, включаючи провінційний, окружний і комунальний рівні.

### Закони
У перші періоди французького правління в Кохінхіні застосовувалися як французькі закони, так і закони династії Нгуєн, і правопорушники обох постали перед судом у французьких судах. Спочатку французів судили за французькими законами, а в’єтнамців (тоді відомих як «аннамці») судили за законами династії Нгуєн разом із новим набором положень, які французи запровадили для своїх колоніальних підданих. Французькі суди застосували свої рішення на основі двох різних правових систем. Після консолідації влади закони Нгуєна були повністю скасовані у французькій Кохінхіні, і лише французькі закони застосовувалися до всіх у колонії.
6 січня 1903 року генерал-губернатор Французького Індокитаю Жан Батист Поль Бо видав указ, у якому говорилося, що порушення як французького, так і місцевого законодавства будуть розглядатися у французьких судах і що порушників судитимуть лише за порушення кримінального кодексу французької Кохінхіни. У цей період генерал-губернатор Французького Індокитаю також видав указ, який запроваджував нові закони про штрафування людей за низку звичайних правопорушень поза межами кримінального кодексу Франції.

## Галерея

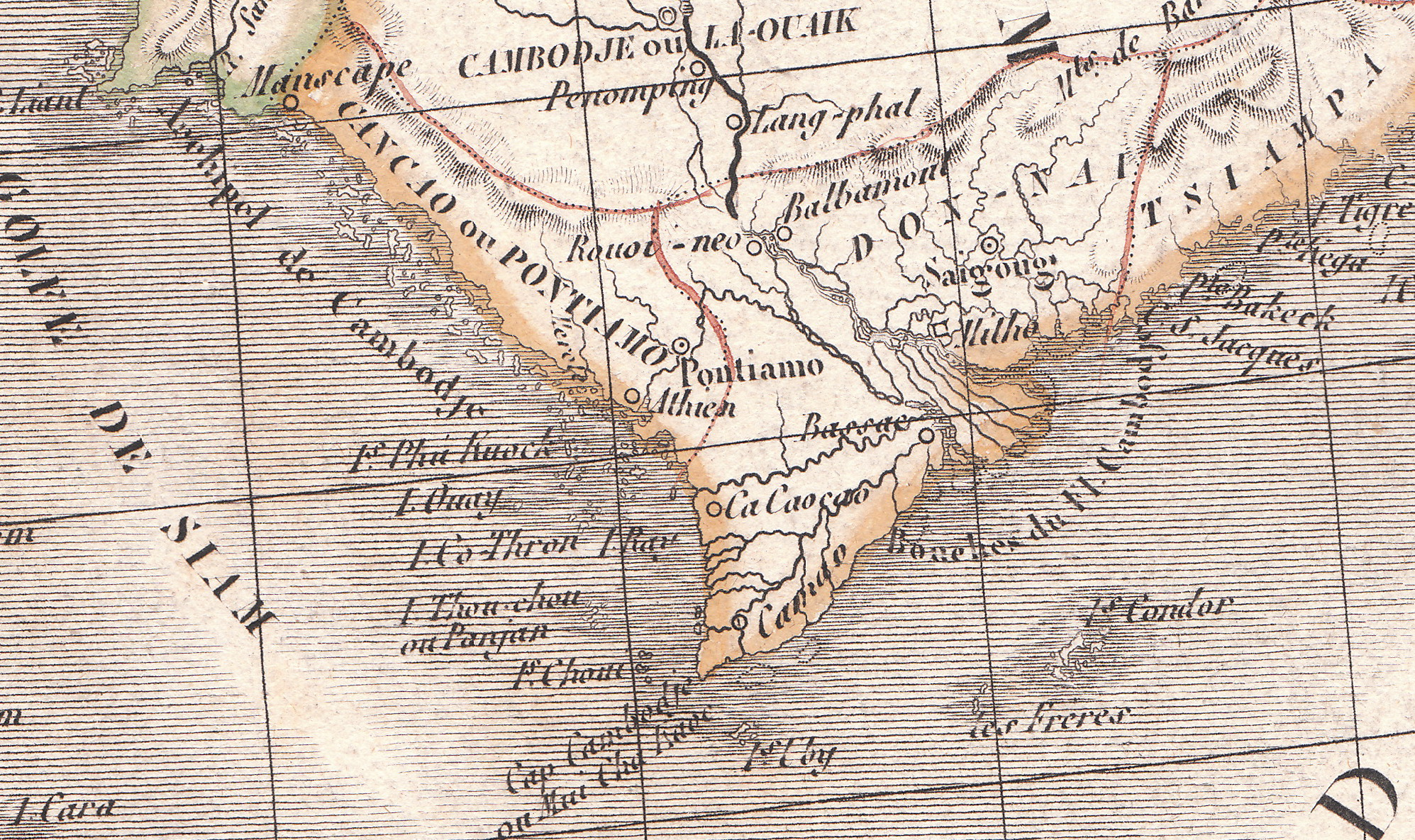
Кохінхіна в 1829 році за династії Нгуєн
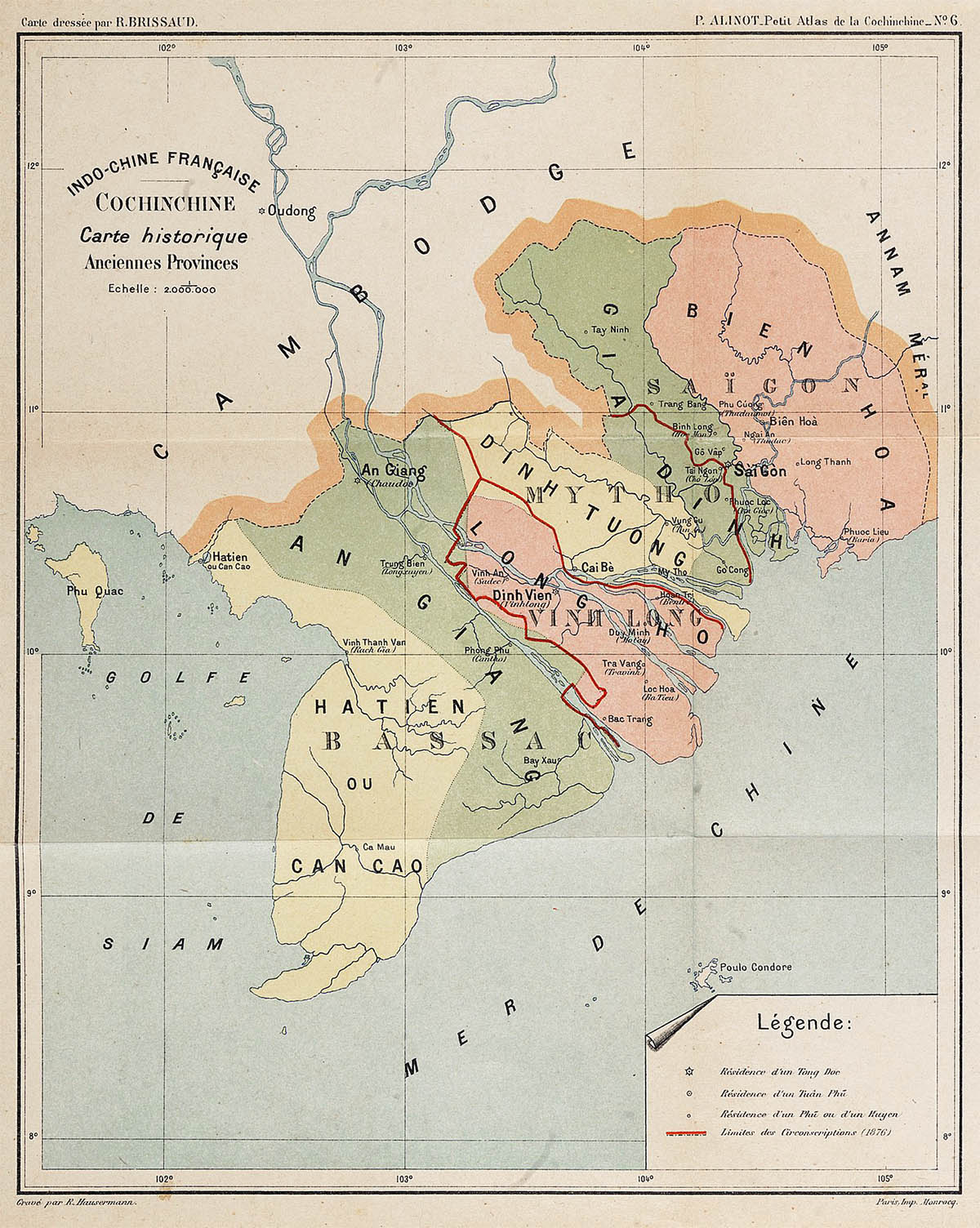
Кохінхіни в 1876 році
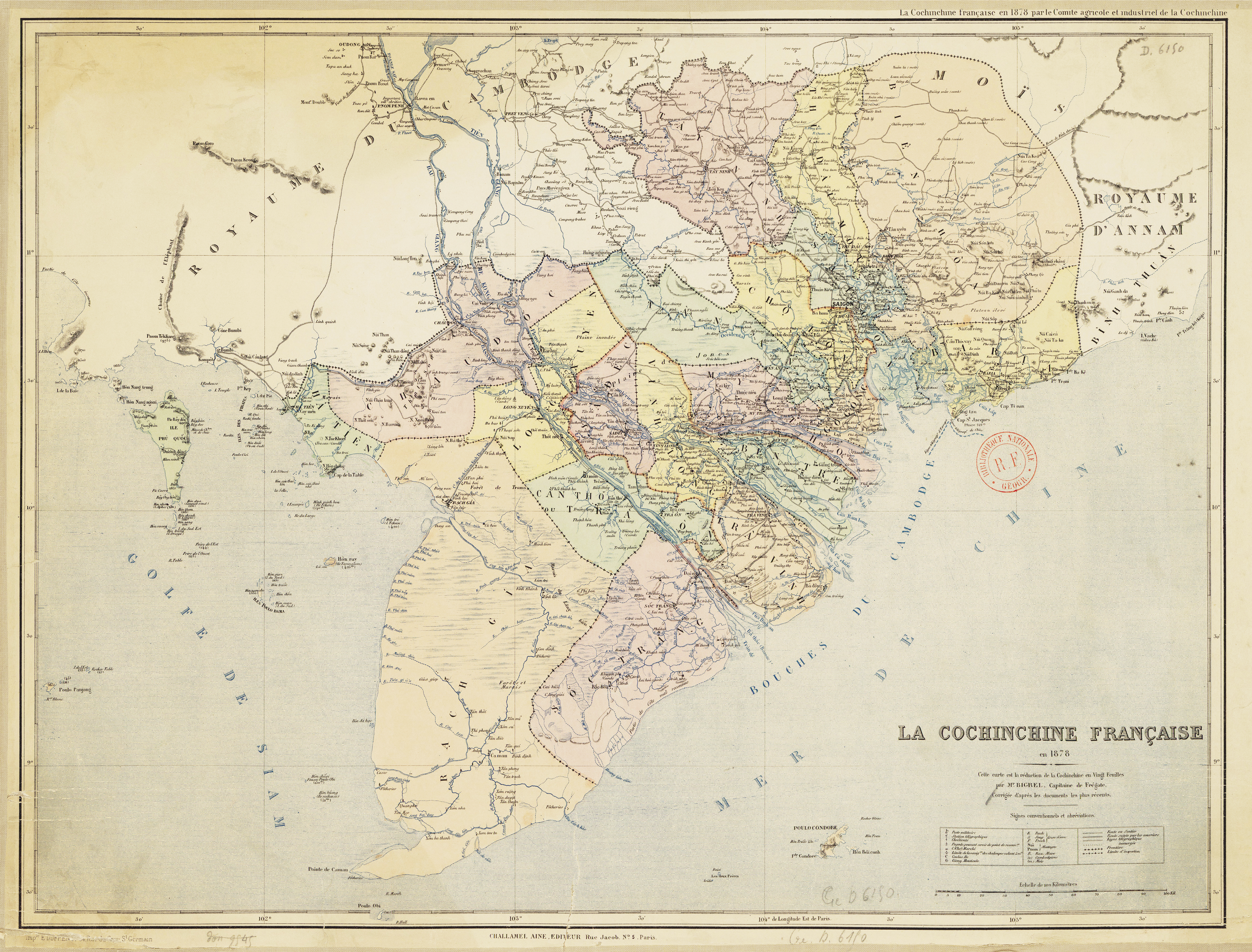
Кохінхіни в 1878 році
Кохінхіна в 1882 році
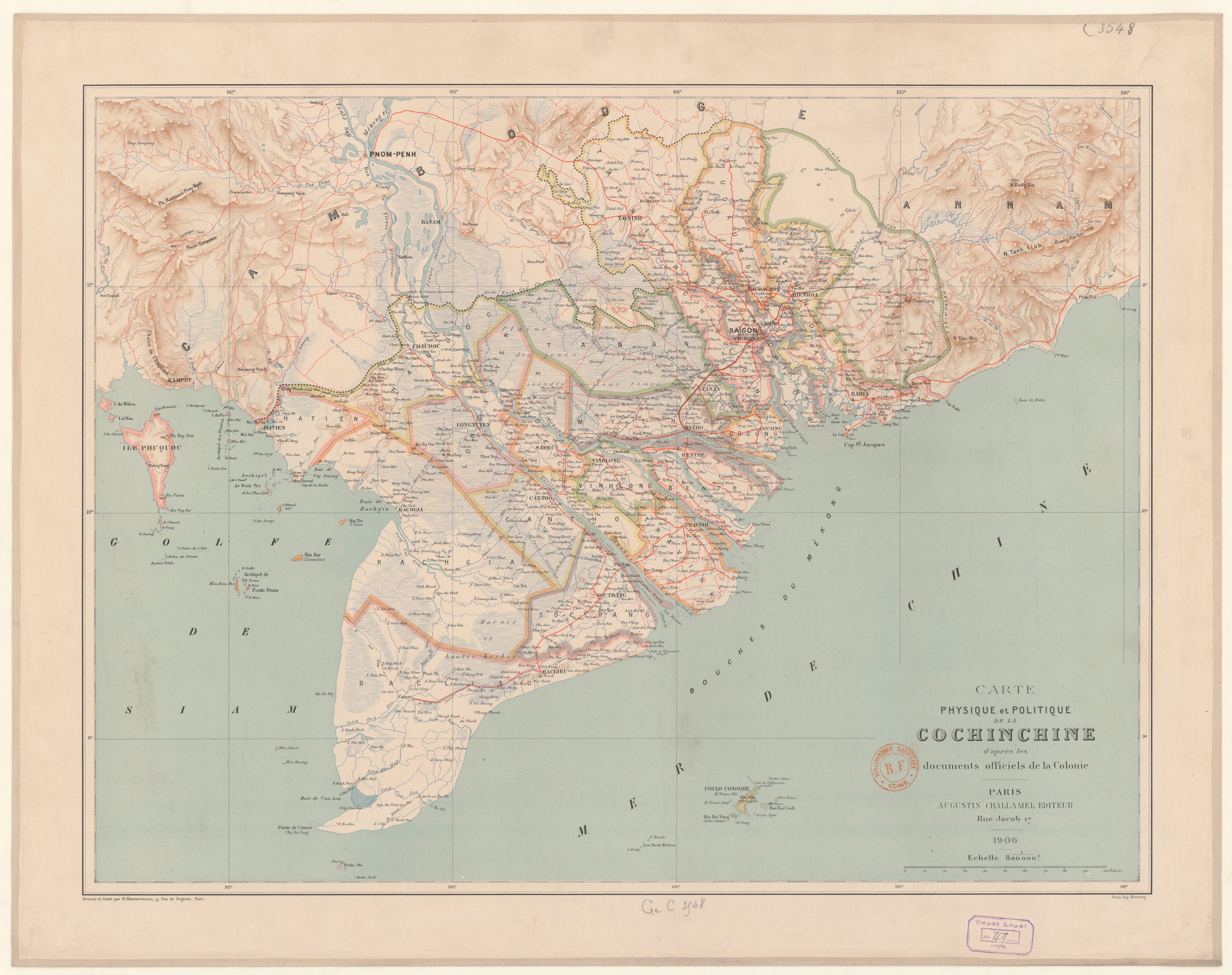
Кохінхіна в 1906 році
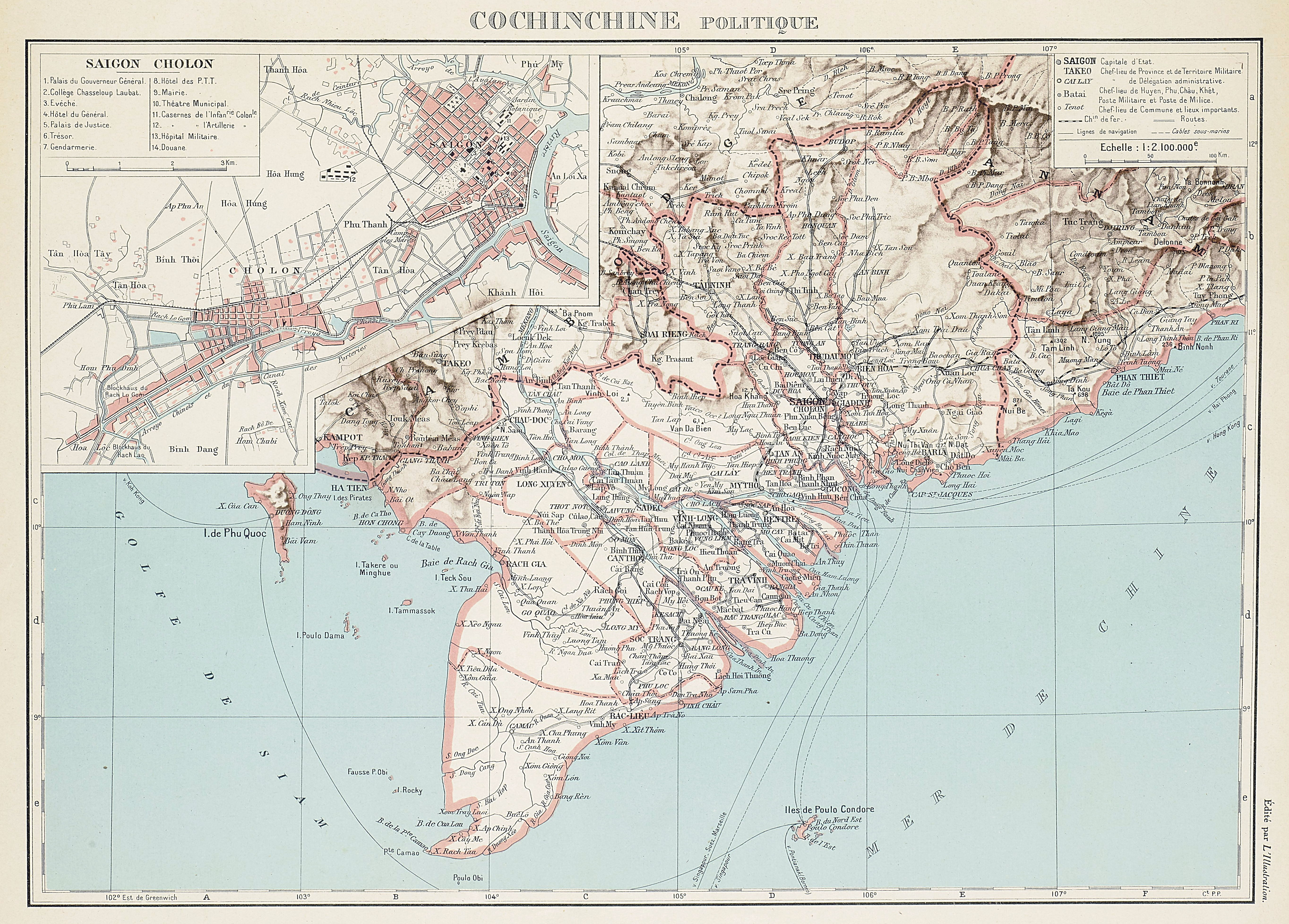
Кохінхіна в 1929 році

## Подальше читання
- Енциклопедія історії Азії, том 4 (В'єтнам), 1988. Сини Чарльза Скрібнера, Нью-Йорк.
- В’єтнам – довга історія, Нгуєн Кхок В’єн (1999). Ханой, Thế Giới Publishers
- ArtHanoi В'єтнамські гроші в історичному контексті
- Світові державники - В'єтнам